# Vineta-Provisorium
Vineta-Provisorium je německá poštovní známka vyrobená 13. dubna 1901 na palubě křižníku SMS Vineta. Poštovní úředník neměl 3fenikové známky, proto rozpůlil 5fenikové známky Germania a orazítkoval je ručně značkou „3 PF“. Pošta s těmito známkami byla odeslána 17. dubna 1901 z Pernambuca do Německa. Bylo vydáno pouze 600 známek, čímž se tato provizorní známka řadí mezi vzácnější německé známky.

## Katalog
Známka se proslavila poté, co byla zařazena do katalogu Michel jako běžná známka a dostala číslo 67. O získání této známky měli zájem sběratelé, kteří usilovali o sestavení kompletní sbírky Reichspost. Protože však filatelisté obecně nepovažovali známku za oficiálně vydanou, bylo přiřazení čísla silně kritizováno a nakonec z katalogu staženo. V důsledku toho ceny známky klesly. V online katalogu Stampworld je známka pod číslem 66.
Vyskytuje se mnoho padělků této známky.

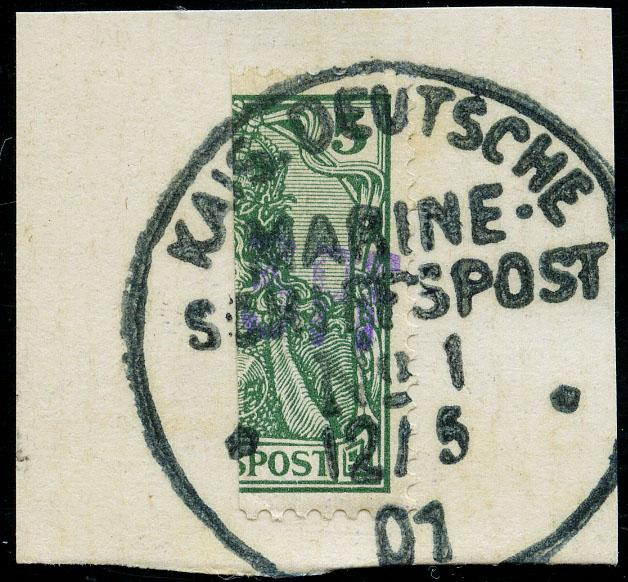
Falešná Vineta-Provisorium na výstřižku